# کاتر کلاس همیلتون
کاتر کلاس همیلتون (به انگلیسی: Hamilton-class cutter) یک کلاس از کشتی است که طول آن ۳۷۸ فوت (۱۱۵ متر) می‌باشد.